# Acqueville, Manche

Acqueville este o comună în departamentul Manche, Franța. În 1 ianuarie 2018 avea o populație de 632 de locuitori.